# کارل مدریک
کارل مدریک (انگلیسی: Carl Madrick؛ زادهٔ ۲۰ سپتامبر ۱۹۶۸) بازیکن فوتبال اهل بریتانیا است.
از باشگاه‌هایی که در آن بازی کرده‌است می‌توان به باشگاه فوتبال پیتربورو یونایتد، باشگاه فوتبال هادرزفیلد تاون، و باشگاه فوتبال چورلی اشاره کرد.